# General Electric TF39
El General Electric TF39 es un motor turbofán de alta derivación fabricado por la compañía estadounidense General Electric para equipar al Lockheed C-5 Galaxy de la Fuerza Aérea de los Estados Unidos. Poco tiempo después el TF39 fue desarrollado para equipar a aeronaves civiles, dando como resultado el motor General Electric CF6, y siendo la base de la turbina de gas turboeje LM2500.

## Aplicaciones

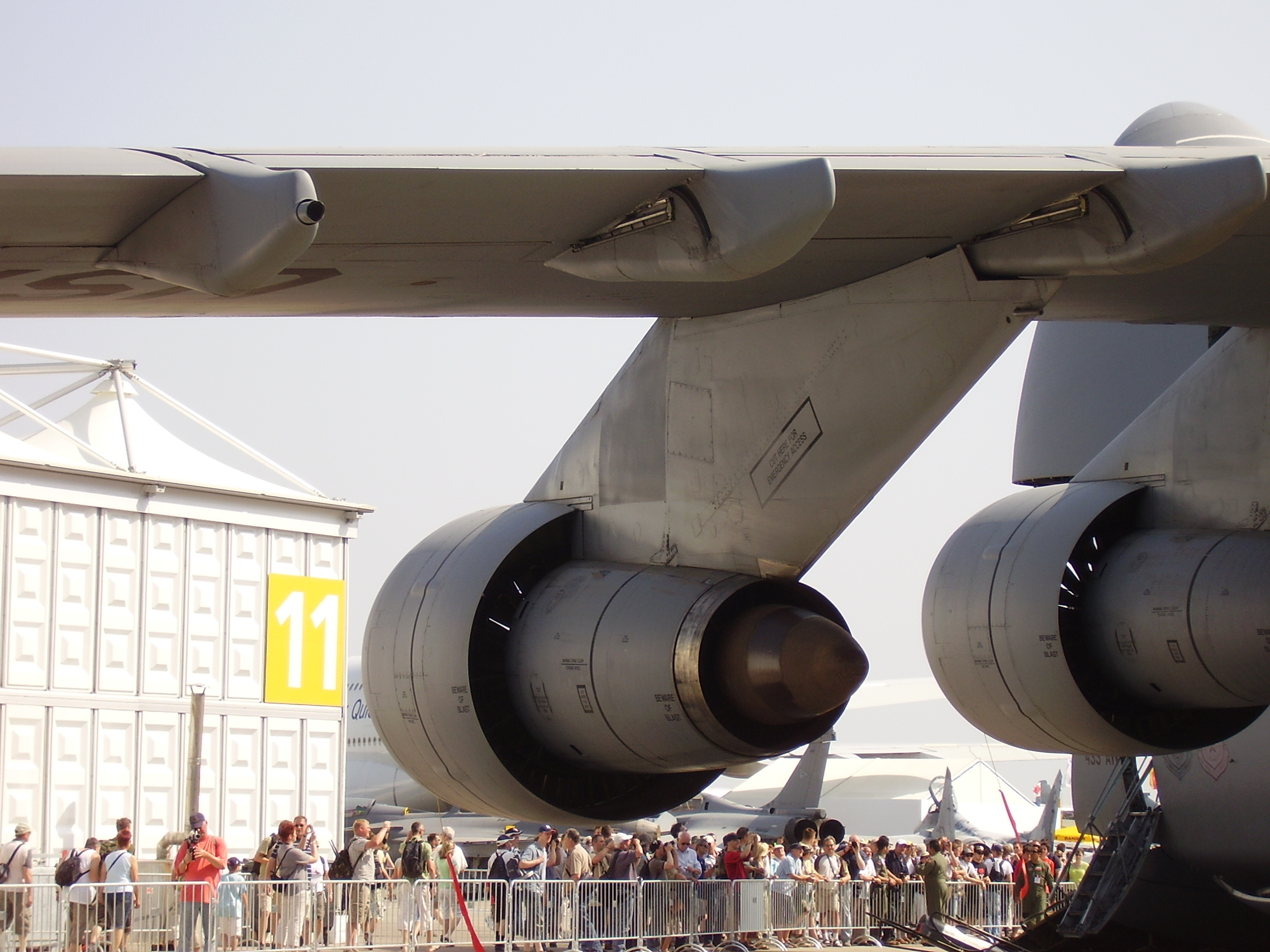
Dos General Electric TF39 montados en un Lockheed C-5 Galaxy.

- Lockheed C-5 Galaxy

### Motores similares
- Pratt & Whitney JT9D

### Listas relacionadas
- Anexo:Motores aeronáuticos